# Masugn (musikgrupp)
Masugn är ett rockband förankrat i västra Sverige med influenser från metal, rock och popmusik. Bandet bildades i Göteborg runt år 2004 då den första banduppsättningen bestod av Fredrik Eytzinger (sång, bas), Alexander Fridén (gitarr), Ökyr (gitarr) och Jimmy Månsson (trummor). Bandet släppte snabbt sin första demo Damballah, inspelad i Farmside studio för att sedan ge ett fåtal spelningar på mindre scener runt om i västra Sverige. Kort därefter beslöt de sig för att släppa ännu en demo. Denna gången var det dags för Marko Tervonen (tidigare The Crown) att sköta inspelningen av A scent of decreation i Studio MT i Trollhättan under 2005. Bandet gav ytterligare ett par livespelningar och strax därefter lämnade Alexander Fridén och Jimmy Månsson bandet. Då rekryterades Robin Andréasson som ny trumslagare och Masugn fortsatte nu som ett tremannaband. Under 2007 spelade de in sin första fullängdare som kom att heta Basins in the Archipelago. 